# Badolato
Badolato est une commune italienne de la province de Catanzaro dans la région Calabre en Italie.

## Administration
| Période                                  | Période  | Identité        | Étiquette | Qualité |
| ---------------------------------------- | -------- | --------------- | --------- | ------- |
| 15 avril 2008                            | En cours | Nicola Parretta |           |         |
| Les données manquantes sont à compléter. |          |                 |           |         |

### Communes limitrophes
Brognaturo, Isca sullo Ionio, San Sostene, Santa Caterina dello Ionio